# أولاف ك. اولسن
أولاف ك. اولسن (بالإنجليزية: Olaf C. Olsen)‏ هو أمين سر وسياسي أمريكي، ولد في 26 فبراير 1899. انتخب عضو جمعية ولاية ويسكونسن.